# Etan Cohen
Etan Cohen, född 1974 i Jerusalem, Israel, är en israelisk-amerikansk manusförfattare och filmregissör.

## Filmografi

### Film
| År   | Titel            | Regissör | Manusförfattare | Anmärkningar                                                                                     |
| ---- | ---------------- | -------- | --------------- | ------------------------------------------------------------------------------------------------ |
| 2006 | Idiotrepubliken  | Nej      | Ja              | Skrev tillsammans med Mike Judge                                                                 |
| 2008 | Tropic Thunder   | Nej      | Ja              | Skrev tillsammans med Justin Theroux och Ben Stiller                                             |
| 2008 | Madagaskar 2     | Nej      | Ja              | Skrev tillsammans med Eric Darnell och Tom McGrath                                               |
| 2012 | Men in Black III | Nej      | Ja              |                                                                                                  |
| 2015 | Get Hard         | Ja       | Ja              | Regidebut Skrev tillsammans med Jay Martel och Ian Roberts                                       |
| 2018 | Holmes & Watson  | Ja       | Ja              |                                                                                                  |
| 2022 | The Bad Guys     | Nej      | Ja              | Skrev tillsammans med Hilary Winston Även exekutiv producent med Aaron Blabey and Patrick Hughes |

### TV
| År        | Titel                | Anmärkningar                      |
| --------- | -------------------- | --------------------------------- |
| 1995–1997 | Beavis och Butt-head |                                   |
| 1999      | It's Like, You Know  |                                   |
| 1999      | Rasten               |                                   |
| 1999      | Timon och Pumbaa     |                                   |
| 2001–2005 | King of the Hill     |                                   |
| 2006      | American Dad!        |                                   |
| TBA       | Echo                 | Författare och exekutiv producent |